# Втрати Окремої президентської бригади
У статті наведено подробиці втрат окремої президентської бригади Збройних сил України.

## Поіменний перелік

### 2019
- ???, військовослужбовець Окремого президентського полку. Проходив військову службу за контрактом. За інформацією ЗМІ з посиланням на власні джерела, знайдений повішеним 11 жовтня 2019 у складському приміщенні на військовому аеродромі Краматорська. Слідство розглядає версію самогубства[1].

### 2022
1. 27 лютого 2022 - Боровець Андрій Олександрович, солдат. Загинув в боях за Київщину[2].
2. 3 квітня 2022 - Кузьмінський Станіслав Петрович, старший солдат. [3].
3. 6 травня 2022 - Васільєв Олександр Віталійович, старший лейтенант, командир артилерійського підрозділу. Загинув  під час виконання бойового завдання в результаті підриву автомобіля на протитанковій міні [4].
4. 8 травня 2022 - Анасійчук Микола Іванович. 1978, с. Топорівці Чернівецька область. Старший лейтенант. Загинув  на Харківщині.
5. 11 травня 2022 - Білоус Ярослав Валерійович («Архангел»), солдат. Загинув в результаті мінометного обстрілу на Харківщині[5].
6. 15 травня 2022 - Ленюк Олег Олегович, молодший лейтенант, командир 2-го артилерійського взводу 2-ї артилерійської батареї 1-го артилерійського дивізіону. Загинув у боях на Харківщині[6].
7. 15 травня 2022 - Серна Іван Васильович. 3 жовтня 1976, с. Реваківці. Старший лейтенант. Загинув  на Харківщині.
8. 17 травня 2022 - Басенко Юрій Анатолійович («Рибачок»), 9 лютого 1984, с. Розкопанці. Солдат, стрілець-снайпер. Загинув  поблизу селища Питомник на Харківщині [7].
9. 13 червня 2022 - Гласний Олексій, солдат. Отримав поранення під час мінометного обстрілу на полі бою в смт. Питомник Харківської області.  Помер у військовому госпіталі помер від отриманих поранень[8].
10. 8 серпня 2022 - Охріменко Олег Анатолійович, солдат, номер обслуги зенітно-артилерійського взводу. Загинув під  час ворожого мінометного обстрілу на Донеччині[9].
11. 11 серпня 2022 — Ратниченко Владислав Вікторович («Радик»). 22 жовтня 2002, м. Горлівка
12. 20 вересня 2022 - Тарасюк Олександр Іванович, молодший сержант, водій 9-тої механізованої роти, 3-го механізованого батальйону. Загинув  року внаслідок мінометного обстрілу в районі села Велика Новосілка, Волноваський район, Донецької області.
13. 28 жовтня 2022 - Баран Руслан Григорович, командир машини механізованого взводу механізованої роти механізованого батальйону. [10].
14. 01 грудня 2022 - Сідоров Андрій Олександрович ("Апостол"), солдат. Загинув  у районі села Кліщіївка Бахмутського району Донецької області від осколкових поранень отриманих під час мінометного обстрілу.
15. 6 грудня 2022 - Агеєв Юрій Іванович, сержант. Загинув  у районі села Кліщіївка Бахмутського району Донецької області від осколкових поранень[11].
16. 7 грудня 2022 - Шестопалов Костянтин Костянтинович, солдат. Загинув  в результаті осколкового поранення поблизу Курдюмівки в Донецькій області[12].
17. 7 грудня 2022 - Днищун Костянтин Григорович, сержант. Загинув  у районі села Кліщіївка Бахмутського району Донецької області від осколкових поранень[11].
18. 14 грудня 2022 - Хорольський Андрій Миколаїович, сержант. Загинув  під час виконання бойового завдання в Бахмутському районі Донецької області[13][14].
19. 21 грудня 2022 - Лебідь Роман Анатолійович. Загинув у селі Кліщіївка під Бахмутом[15].
20. 18 грудня 2022 - Шпакович Євгеній Петрович ("Ян"), сержант. Загинув  року в бою біля села Кліщіївка під Бахмутом на Донеччині [16].
21. 18 грудня 2022 - Жовнірович Любомир Степанович ("Дядя Жора"), солдат снайпер 2 категорії 1 рота 3 взвод 23 ОБСП. Загинув  у с. Кліщіївка, Бахмутський район, Донецька область.
22. 18 грудня 2022 - Балдачевський Ігор Вікторович ("Бармен"), солдат медик. Загинув  у с. Кліщіївка, Бахмутський район, Донецька область.

### 2023
1. 12 січня 2023 - Лосина Володимир, старший солдат. Загинув  під час виконання бойового завдання в районі с. Роздолівки Бахмутського району Донецької області[17]
2. 12 січня 2023 - Чичиньов Олександр Анатолійович, старший солдат, стрілець-санітар. Загинув під час виконання бойового завдання  в районі с. Роздолівки Бахмутського району Донецької області[18].
3. 19 лютого 2023 - Бондарчук Сергій Леонтійович, молодший сержант. Загинув на Донеччині в районі Велика Новосілка внаслідок міно- вибухової травми під час виконання бойового завдання.
4. 12 березня 2023 - Миронець Юрій Петрович, солдат. Помер перебуваючи на військовій службі[19][20].
5. 17 березня 2023 - Старченко Олег, солдат. Загинув  під час виконання бойового завдання [21].
6. 5 квітня 2023 - Подкопаєв Сергій, солдат, водій. Загинув під Бахмутом виконуючи бойове завдання[22].
7. 18 квітня 2023 -  Ворона Володимир Михайлович, 09.05.1983, солдат. Стрілець-санітар 2 механізоване відділення 2 механізований взвод 6 механізована рота 2 механізований батальон. Загинув  біля м. Авдіївка Авдіївської міської територіальної громади Покровського району Донецької області. Нагороджений орденом “За мужність” ІІІ ступеня (посмертно) Указ Президента України №673/2023 від 29.09.2023.
8. 10 травня 2023 - Танасюк Віталій. Солдат. Загинув під час бою біля села Веселе Донецького району Донецької області[23].
9. 8 липня 2023 - Кричфалуший Іван Вікторович, командир відділення безпілотних авіаційних комплексів. Загинув  від мінометно-артилерійського обстрілу біля міста Авдіївка, Донецька область[24]
10. 31 серпня 2023 -  Борщ Вадим Валентинович, старший лейтенант
11. 10 жовтня 2023 - Фомінчук Михайло Сергійович, 15.07.1990, старший солдат. Загинув під час бою біля населеного пункту Красногорівка Покровського району Донецької області[25].
12. 13 жовтня 2023 - Кукуяшний Олександр Анатолійович ("Кука"). Солдат, навідник, 2 механізованого відділення 1 механізованого взводу 6 механізованої роти 2 механізованого батальйону. Загинув в місті Красногорівка Донецької області внаслідок ворожого мінометно-артилерійського обстрілу від отриманих травм.
13. 10 грудня 2023 - Цяпич Андрій Миколайович, солдат. Загинув  на Донеччині [26].

### 2024
1. 28 січня 2024 - Лебедєв Юрій Володимирович, старший лейтенант. Загинув в Іванівському під Бахмутом.
2. 16 травня 2024 - Мироненко Микола Анатолійович. Загинув в районі міста Вовчанськ Чугуївського району Харківської області[27].
3. 23 травня 2024 - Шустваль Олександр Леонідович, солдат, навідник механізованого відділення. Помер внаслідок швидкоплинної хвороби[28].
4. 9 червня 2024 - Рідкобород Микола Миколайович, старший солдат, водій-гранатометник. Помер у місті Святогірськ Краматорського району Донецької області[29].
5. 7 жовтня 2024 - Андрій Франков, 23.05.1983, м. Хмельницький. Загинув під час виконання бойового завдання біля села Макіївка на Луганщині. Більше місяця вважався зниклим безвісти[30].
6. 20 жовтня 2024 - НАДЕМСЬКИЙ АНДРІЙ АНАТОЛІЙОВИЧ, 06.01.1982. Загинув в районі населеного пункту Макіївка Сватівського району Луганської області під час артилерійського обстрілу[31].
7. 29 листопада 2024 - Павло Кітайчук, 17.04.1977, с. Водопойне Чорноморського району Республіки Крим. Солдат. Загинув під час виконання бойового завдання поблизу села Макіївка Сватівського району Луганської області[32].